# Тар'я Галонен
Тар'я Кааріна Галонен (фін. Tarja Kaarina Halonen; нар. 24 грудня 1943, Гельсінкі, Фінляндія) — 11-ий президент Фінляндії з 1 березня 2000 до 1 березня 2012, фінський політик, юрист.

## Життєпис
Родом із робітничої сім'ї, народилася, виросла і прожила все життя в бідному робітничому районі Гельсінкі. У юності, що припала на пору студентських заворушень кінця шістдесятих років, Галонен відзначалася ліворадикальними поглядами, брала участь в діяльності студентського пацифістського комітету, що виступав за одностороннє роззброєння Фінляндії.
У Тар'ї є доросла дочка. Через півроку після виборів і після п'ятнадцяти років сумісного життя, Тар'я Галонен офіційно оформила шлюб з Пентті Араярві.
За освітою — юрист. Вона пройшла серйозну політичну школу — з 1979 р. обиралася депутатом парламенту, була міністром з соціальних питань, міністром юстиції, міністром закордонних справ. Вся її політична біографія пов'язана з Соціал-демократичною партією Фінляндії, до лівого крила якої вона належала.
На президентських виборах Галонен протистояв центрист Еско Аго. Колишній прем'єр-міністр, на десять років молодший за Галонен, він програв їй в другому турі. На думку більшості фінів, саме Галонен втілює сучасніший і різносторонній тип політика, державного діяча. Їм подобається прагнення президента ламати стереотипи. Навіть у фоторозділі на офіційному сайті Галонен помпезні знімки, що відображають державну діяльність президента, передує розділу «Черепахи і кішки президента» (любов Тар'ї до цих тварин загальновідома).
Тар'я Галонен — не єдина жінка, що грає ключову роль в політичному житті Фінляндії. З 200 депутатів парламенту 73 — жінки. Вже багато років риксдаг очолює соціал-демократка Рійтта Уосукайнен. Половина міністрів уряду — теж жінки.
У цьому засвідчена особливість історії Фінляндії, де право обирати і бути обраною жінки отримали ще в 1906 р., коли Фінляндія входила до складу Російської імперії і коли в інших частинах цієї імперії такого права ще не існувало. А рік потому у фінському парламенті з'явилася перша жінка-депутат.